# Krødsherad
Krødsherad là một đô thị hạt Buskerud, Na Uy. Trung tâm hành chính của đô thị này là làng Noresund. Đô thị được thành lập Krødsherad khi nó đã được tách khỏi đô thị Sigdal ngày 1 tháng 1 năm 1901.
Tên trong tiếng Na Uy cổ là Krœðisherað. Ý nghĩa phần đầu tiên (Krœðir) không có rõ, nhưng nó là thuộc cách của tên hồ Krøderen. Yếu tố cuối cùng là herað có nghĩa là "quận". Trước năm 1918, tên được viết Krødsherred.